# Нова Върбовка
Нова Върбовка е село в Северна България, област Велико Търново, община Стражица.

## География
На изток са разположени обработваеми площи, а на запад – лозови масиви. Пустеещи земи няма. Селото е благоустроено, с добре развита инфраструктура. Има потенциал да се превърне в курортно селище заради хълмистия терен, на който са разположени почти всички сгради и къщи. Най-привлекателно е през лятото.

## История
Районът на Нова Върбовка е заселен от дълбока древност. В м. Балиново около водоизточниците са открити тракийска могили, сребърна монета на цар Филип I Македонски и оброчна плочка на тракийски конник, която изобразява воин на кон с улов убита сърна. Плочата се съхранява в музея в Горна Оряховица. В м. Елията около р. Каяджик (Лом) са откривани византийски и български сребърни и медни монети.
По данни на краеведа Иван Хр. Караиванов селище е съществувало на мястото на дн. Нова Върбовка. За това свидетелствал фактът, че конакът на османските феодали Нури и Етян бей е построен на място, което местното население е наричало Кулята (дн. Геновски градини).
В м. Дюдюклюдере при прокарването на водопровод за несъществуващата днес ловна хижа са открити стари гробища. Тогава прави впечатление големият размер на костите на погребаните, с ръст оценяван на ок. 1,8 – 1,9 м, което е смятано за необичайно. Скелетите били погребани по очи.
След падането под османско владичество селото продължва да съществува в м. Балиново. Взема участие в Първото търновско въстание и е опожарено от турците. Предполага се, че е било родовото имение на търновския болярин Тодор Балина. В м. Балиново и днес при иманярски разкопки се намират къщи от опожареното село Балиново, като под покривите и керемидите в изкопите личи пепелта на пожарищата. След опожаряването населението се изселва в Габровския балкан и основава съществуващата и днес махала Балиновци.
Първите писмени сведения за Нова (Бей) Върбовка и Балиново са от османски документи, т.нар. джелепкешански дефтери (регистри) от XV и XVI в.
През XVIII – XIX в. в района на Нова Върбовка и Чаиркьой се заселват юруци, които основават селата Ески Каяджик и Коджа пунар. Ески каяджик съществува до средата на XIX в., когато е опожарен от върбовския бей, а землището му е присъединено към селото. Състояло се е от 2 махали. Голямата махала е била в дн. местност Каяджика, в която още личат останки от вкопани в земята къщи. В м. Алмалъка е била джамията на селото. Старите селяни разказват, че в м. Каяджик е имало плодни дървета, защото години след разоряването на селото преселените в Нова Върбовка турци-юруци ходели да наглеждат своите дворове. Малката махала се е намирала в м. Малък Алмалък в Малкия Каяджик (Йени Каяджик), където и до днес има запазено геранче. По спомените на Иван Хр. Караиванов участник в Балканската война от с. Нова Върбовка попаднал в плен в Одринска Тракия. Възрастен турски войник го попитал откъде и когато узнал, че е от Върбовка, възкликнал: „Ех, Каяджик, Каяджик, че пак Каяджик – най-хубавото място на света!“
Водачът на каяджишките юруци се наричал Исмаил Терсеникьоолу (Тръстеникоолу) и бил известен кърджалийск главатар в Русенския край.
Селище е имало и в м. Дюлгеря по баирите срещу Дюлгерската чешма. Неговото гробище се намира в м. Мезарлъка (тур.: Гробище), като около геранчето в храстите и днес се откриват стари надгробни плочи.
Върлуващите чума и холера обезлюдяват с. Нова Върбовка и то е заселено предимно от турци, като е отдадено в тимар на произхождащите от Централна Азия турски военноначалници Нури (Нуру) и Етян бей. Заселват се и с българи-занаятчии от Еленския балкан, предимно от селата Бадевци и Плаковци. Така се оформят турска и българска махала. Границата между махалите минавала през днешното селско дере: българската на север, турската на юг към с. Камен. В българската махала нямало църква, а като култово място се ползвал железен кръст, издигнат в м. Кумлука (дн. Коювата чешма в селото). Първи свещеник е поп Алксей от с. Писанец, когото турски наричали Бурунсуз Кара папаз, защото бил безнос (бурунсуз). Джамия и медресе имало до пътя, пресичащ селото срещу двора и конака на бея в Геновските градини. Турските гробища били в м. Голямата поляна. Циганска махала с ок. 60 семейства е съществувала около чешмата в дерето под домовете на Петър Станев, Йордан Диков и Тодор Русев.
Българското население в Нова Върбовка е предимно от Еленския и Тетевенския Балкан. Балканджиите в Нова Върбовка, Камен и Лом Черковна имат различни носии, фолклор и традиции в срвн. с т.нар. хърцои в Лозен и Копривец, които са коренно население от преди владичеството и са се считали от балканджиите за по-изостанали в социално и икономическо отношение.
След Освобождението беят разпродана имотите си на безценица на своите ратаи-българи и се изселва в Русе, където е началник на полицейски участък. Поради грижите и хуманното му отношение към българското население жителите на Нова Върбовка не позволяват да бъде наказван и го изпращат с цветя.
Първи кмет на Нова Върбовка след Освобождението е Димо Генов, на когото беят продава своя конак и двор (Геновските градини). След него кмет на селото е Йордан Владов Вълканов.
Населението активно се занимава с градинарство, като до средата на 1920-те години това е активен поминък. Мнозина от мъжете са градинари в Унгария, Австрия, Румъния и Русия.
Легенда за основаването на с. Нова Върбовка, основано 1847 – 48 г.
Селото се намирало в местността „Каяджика“.
В съседното село Кара Асан живеел бей. Позволил си той да изнасили една девойка. Селяните много се ядосали и решили да изпратят хора в Истанбул, при султана, да се оплачат. Събират средства и изпращат трима мъже (учител и още двама). Колко са вървели и как са стигнали в Истанбул, не се казва, но се разправя, че са стигнали привечер. Султанските хора ги приели, нахранили ги и ги подслонили за през нощта. На сутринта султанът ги приел, изслушал ги внимателно и им казал да изчакат отвън. Написал той писмо до бея и им го дал да го занесат. Тръгнали си те към село, но по обратния път решили да прочетат писмото, учителят знаел да чете и пише на турски. В писмото пишело: „Ако беят получи писмото по залез слънце, до сутринта да го няма в селото, ако го получи по изгрев слънце, да го няма до залез, като му се разрешава да вземе със себе си всичките си жени и каквото може да носи. На мястото, където ще се установи, султанът му дава толкова земя, колкото може да обходи на гърба на коня си от изгрев до залез слънце.“ Решили да предадат писмото по залез слънце.
Предали го на бея и зачакали. На сутринта, по изгрев слънце, беят събрал имуществото си и с приближените си тръгнал на изток. Стигнал до една поляна, където се намира сегашното село, харесал мястото и решил да се засели там. Единственият проблем бил, че няма кой да обработва земята. Имало наблизо едно село с около 100 къщи и беят изпратил слугите си с предложение да се преместят при него да живеят, а той ще им даде земя безвъзмездно. Няколко пъти изпращал пратеници, но селяните все отказвали. Тогава беят изпратил пратениците си в Еленския балкан да канят българи от тамошните бедни села със същите обещания за безвъзмездно оземляване. Намерили се хора, които се съгласили да се преселят.
По този начин се основава сегашното село с първоначално име Бей Върбовка.
Новите заселници са от Бадевци и Плаковци.
Беят много се ядосал на българите от селото, които му отказали да се заселят при него и решил да си отмъсти на първенеца им. Той бил ловец и един ден хората на бея го проследили и убили. Жителите на селото решават, че там няма да живеят спокойно и го напускат. Тръгват по поречието на Черни Лом да търсят място за заселване и стигат до днешното село Тръстеник, Русенско. Наричат го тръстеник на името на убития си съселянин Тръстеникоглу.
През 1936 г. селото се преименува на Върбовка, а от 1959 г., когато влиза в състава на Великотърновски окръг – Нова Върбовка.
В близост до селото има войнишка могила на падналите руски воини в Освободителната война. При избухването на Балканската война в 1912 година човек от Бей Върбовка е доброволец в Македоно-одринското опълчение.

## Население
Преброяване на населението през 2011 г.
Численост и дял на етническите групи според преброяването на населението през 2011 г.:
|                     | Численост | Дял (в %) |
| Общо                | 252       | 100,00    |
| Българи             | 220       | 87,30     |
| Турци               | 7         | 2,77      |
| Цигани              | 4         | 1,58      |
| Други               | 0         | 0,00      |
| Не се самоопределят | 14        | 5,55      |
| Неотговорили        | 7         | 2,77      |

## Редовни събития
Всяка година на 28 октомври селото празнува своя събор.

## Личности
Родени в Нова Върбовка
- Вангел Йорданов (1874 – 1951), македоно-одрински опълченец, 3-та рота на 9-а Велешка дружина, носител на орден „За храброст“ IV степен[4]
- проф. Пею Василев Узунов (1925 – 2006), декан на Медицинския факултет във Висшия медицински институт в София (1983 – 1984) и негов ректор (1985 – 1987); сред създателите на патологоанатомичната школа по диагностика на белодробните заболявания.
- Йордан Станев (1901 - 1984), просветен деец.